# Lies (boek)
Lies (Nederlandse titel: Leugens) is een sciencefictionboek voor jongvolwassenen geschreven door auteur Michael Grant. Het boek verscheen op 4 mei 2010 in het Engels en kwam op 9 september 2010 in Nederland uit. Het maakt deel uit van een zesdelige boekenserie.

## Inhoud
Het is vier maanden geleden dat alle volwassenen verdwenen. Sam wordt er woest van dat hij maar voor alles aangewezen wordt. Orsay maakt contact met de volwassenen achter de muur, maar zijn het echt de volwassenen of is het een leugen? Sam besluit uit alle hectische toestanden weg te lopen, maar op hetzelfde moment steekt de Mensenclub het stadje compleet in brand. Wie vertelt nu de waarheid? En wat moet er gebeuren met de kinderen als de twee belangrijkste personen van de FAKZ het niet meer zien zitten?